# رونالد گوتمن
رونالد گوتمن (فرانسوی: Ronald Guttman‎؛ زادهٔ ۱۲ اوت ۱۹۵۲) بازیگر، تهیه‌کننده اهل بلژیک است.
از فیلم‌ها یا برنامه‌های تلویزیونی که وی در آن نقش داشته‌است می‌توان به همسر خوب، ۱۳، ۲۷ دست لباس، مد من، کارت سبز، آگوست راش، دانتون، گورو، دختر، هانا ک.، سکس و سیتی، بال غربی، قهرمان‌ها، لاست، خلسه دلپذیر، مومن، فقط بلیط، خواهر داماد، به نیویورک خوش آمدید، دختر با احتمال زیاد، هذیان‌گو، گروگان، نینا و ابتدایی اشاره کرد.